# Рейв музика
Рейв (на английски: rave или rave dance), също рейв парти са партита (основно през 90-те), които възникват от асид хаус партитата, които включват електронна музика и светлинно (лазерно осветление) шоу. На тези партита хората танцуват и социализират на фона на денс музика, която е пускана от диджеи и понякога това са изпълнения на живо. Жанровете на електронната денс музика, която е свирена включват хаус, транс, пситранс, техно, дъбстеп, джънгъл, дръм енд бейс, габба, юкей хардкор, хардкор техно, хепи хардкор и други жанрове на електронната музика, които могат да бъдат придружени с лазерно светлинно шоу, прожектиране на изображения, неоново осветление и т.н. светлинни ефекти.